# Wernieckiella equi
Wernieckiella equi – pasożyt należący obecnie do Phthiraptera, według dawnej systematyki należał do wszołów. Jest pasożytem koni i osłów.
Samiec długości 1,6 mm, samica 1,8-1,9 mm. Spłaszczony grzbietowo-brzusznie. Posiadają 3 pary odnóży, które są zakończone pazurkami. Bytują na szyi, kłębie we włosach. Przy masowym opadnięciu mogą rozprzestrzenić się na całe ciało. Kosmopolityczny.